# TravelBird
 (juillet 2018).
TravelBird B.V. est une société basée à Amsterdam, aux Pays-Bas.
Elle gère également une agence de voyages en ligne du même nom proposant des voyages uniques et organisés, tels que des vacances au soleil, des escapades citadines et des circuits, avec de nouvelles offres ajoutées quotidiennement.

## Histoire
L’entreprise a été fondée le 26 avril 2010 par Symen Jansma et Dennis Klompalberts. En 2010, la stratégie de TravelBird repose sur une vaste offre de voyages en ligne et sur des voyages à prix réduits, sur une petite sélection des meilleures offres. La société détient son siège à Amsterdam et est représentée aux Pays-Bas, en Belgique, en Allemagne, en France, en Autriche, en Suisse, au Danemark, en Suède, en Finlande, en Norvège et au Luxembourg.
Les premiers employés sont embauchés en 2011 et quatre, puis six offres d'hôtels sont proposées par jour. En 2011, TravelBird s'ouvre à l'Allemagne et à la Belgique en 2011.
En 2013, la catégorie voyages « city trips » est ajoutée et l'organisation de voyages en ligne s'étend aux marchés Luxembourg, France, Danemark, Autriche et Espagne. La même année, TravelBird rachète la plateforme de voyage belge Mytrip, ainsi que la plateforme de voyage néerlandaise BoekVandaag et la page de réservation TravelCoupon.nl.
En 2014, les frères allemands Samwer investissent d'abord dans Rocket Internet via leur société d'investissement Global Founders Capital puis dans TravelBird. TravelBird s’étend alors à la Pologne, l'Italie, la Suède et le Royaume-Uni et en mai de la même année, les marchés de la Norvège, de la Finlande, de la Hongrie et du Portugal sont ajoutés.
En 2015, l'agence de voyages en ligne décide de se concentrer sur les pays les plus dynamiques et de fermer les marchés de l'Espagne, de la Pologne, de l'Italie et du Royaume-Uni.
À la fin de l’année 2016, le fournisseur de voyages en ligne obtient un prêt par Mezzanine Capital.
En 2017, la société de voyages en ligne lance une nouvelle fonction d'Application mobile en avril pour offrir une assistance en temps réel aux voyageurs.
Durant l'été 2017, l'ancien directeur financier Steven Klooster, qui travaille chez TravelBird depuis 2014, devient le nouveau PDG de TravelBird. L'ancien PDG, cofondateur et copropriétaire Symen Jansma prend du recul, mais reste impliqué en tant qu'actionnaire et conseiller.
31 octobre 2018, Travelbird informe ses clients que l'agence de voyage en ligne est contrainte d'entamer une procédure de liquidation.
Quelques jours après la cessation d'activité de Travelbird, une partie des actifs a été reprise par Évasions secrètes, branche française du groupe Secret Escapes. L'acheteur a fait l'acquisition de « la propriété intellectuelle, de la plateforme informatique, la marque Travelbird, les logos et la base de données clients ». Le site est de nouveau en ligne en décembre 2018.